# Ben Francisco
Benjamín Francisco, detto Ben (... – 2002), è stato un cestista filippino.

## Carriera
Con le Filippine ha disputato i Campionati mondiali del 1954.